# Riu Tana (Noruega-Finlàndia)

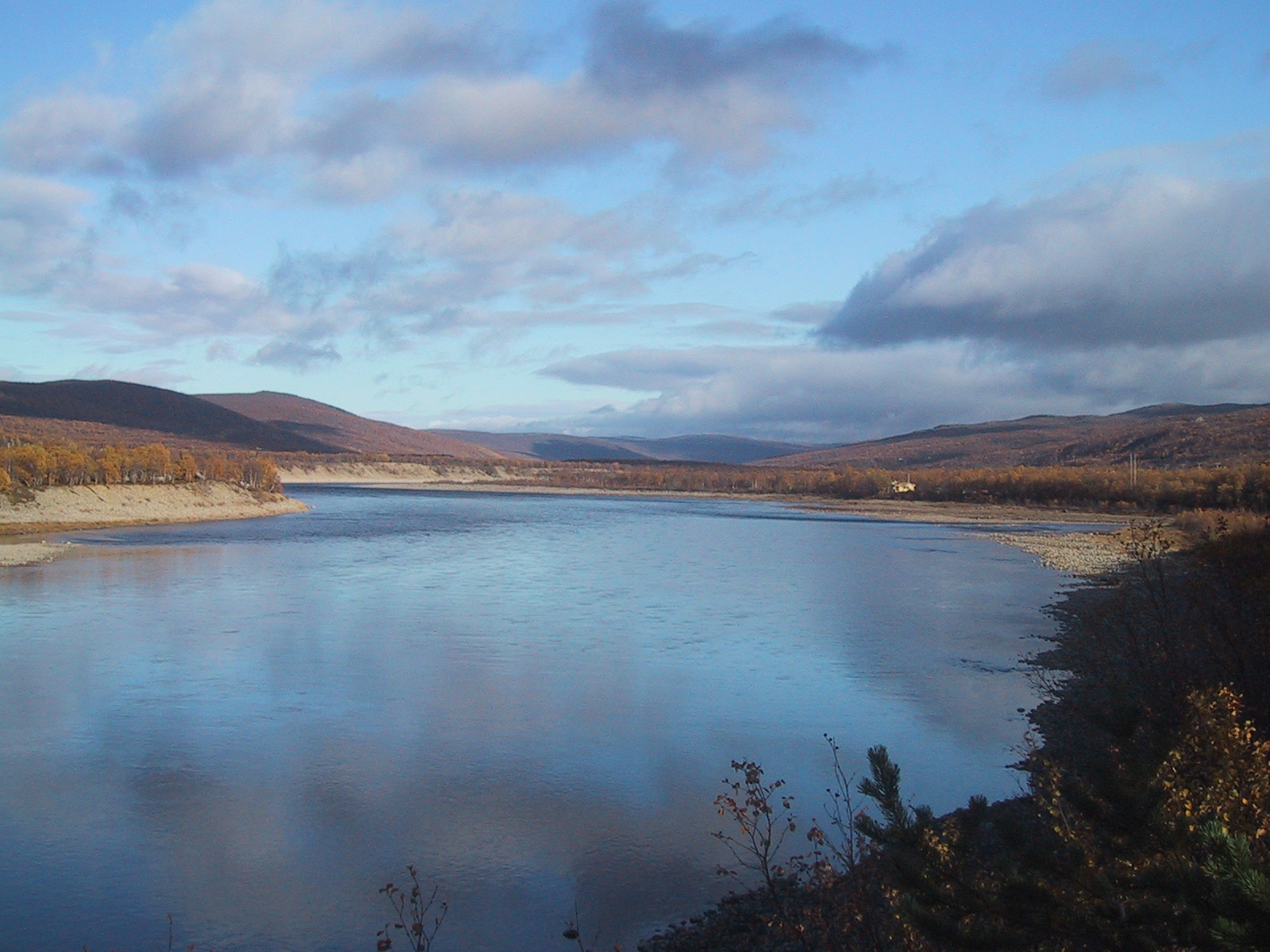
El riu a Utsjoki

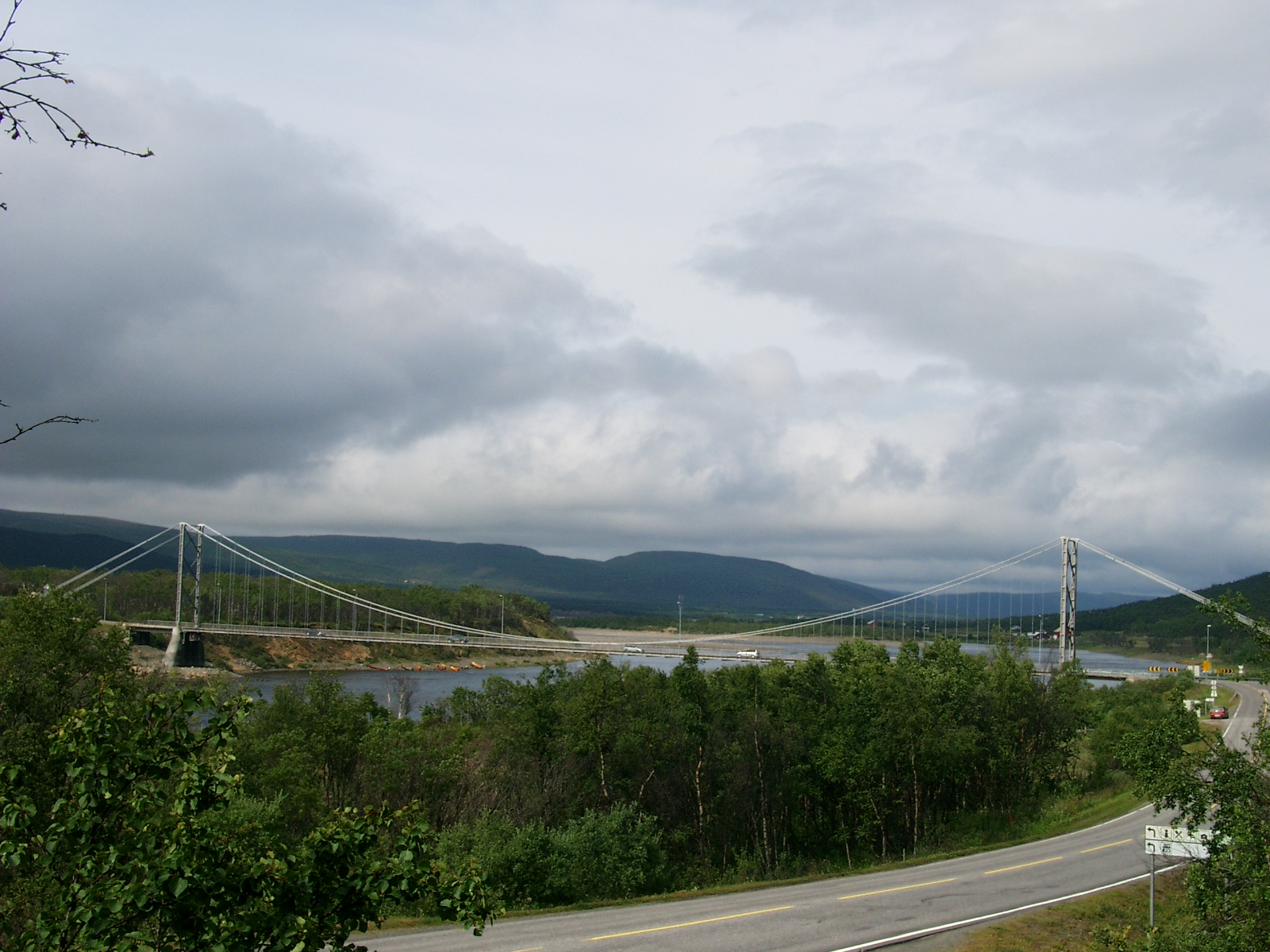
El "Tana Bru" a Noruega

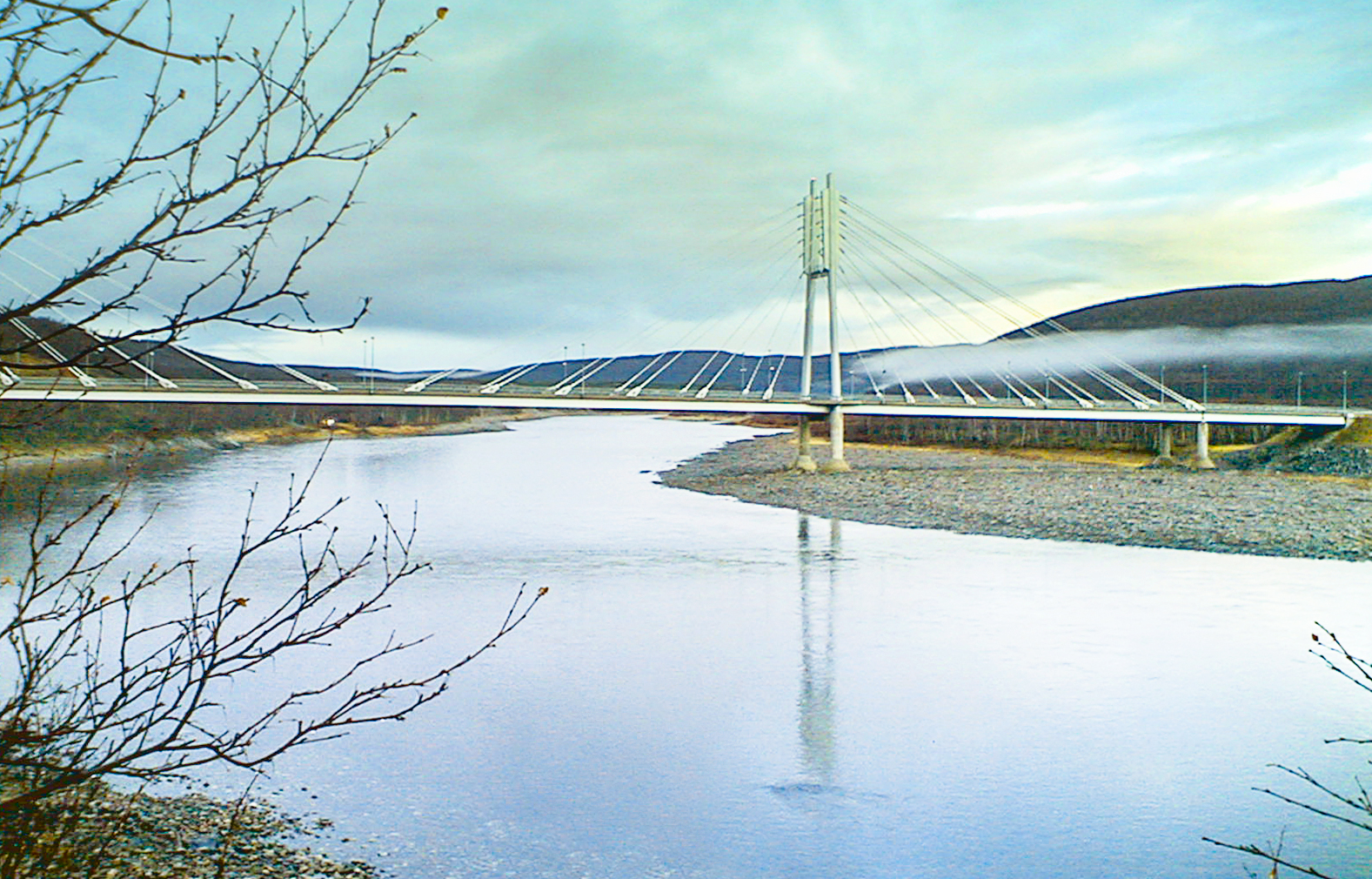
El Pont Sami entre Finlàndia i Noruega

El riu Tana o Deatnu (en finès: Teno o Tenojoki; en sami septentrional, Deatnu; en noruec: Tanaelva, en suec: Tana älv), és un destacat riu del nord de la península Escandinava, de 318 km de longitud que discorre per la Lapònia i desemboca al fiord de Tana, al mar de Barents (oceà Àrtic). Administrativament, el riu corre pel comtat noruec de Finnmark i la regió finlandesa de la Lapònia finlandesa. El nom sami del riu significa «Gran riu». El riu es forma amb la unió dels rius Anarjohka (152,9 km) i Karasjohka (166 km), a prop de la localitat de Karigasniemi, al municipi d'Utsjoki.
En el seu curs superior marca durant 256 km la frontera entre Finlàndia i Noruega, entre el municipi finès d'Utsjoki i els noruecs de Kárášjohka i Deatnu. El riu és el tercer més llarg, en longitud, de Noruega.
El Tana és ben conegut per la seva excel·lent pesca de salmó i és el riu més productiu en salmons de Noruega. El rècord mundial del salmó atlàntic el té un salmó capturat al Tana; tenia 36 kg de pes i va ser agafat el 1929 pel difunt Nils Mathis Walle.
A l'hivern, hi ha normalment dues carreteres de gel des del desembre a l'abril. Aquestes carreteres tenen un pes límit de dues tones, però poques limitacions addicionals.
El pont sobre el Tana que dona nom a la població de Tana Bru, en el municipi de Deatnu/Tana a Noruega, va ser construït el 1948; el seu arc més ampli és de 195 metres. El pont Sami prop d'Utsjoki (Finlàndia), va ser construït el 1993.
El riu desemboca en el fiord de Tana. La desembocadura del riu és un dels més grans deltes d'Europa.